# Incantation
Incantation é uma banda americana de death metal fundada em 1989 por John McEntee e Paul Ledney em Johnstown, na Pensilvânia. A formação original contava com John McEntee (guitarra e vocal), Paul Ledney (bateria e vocal), Aragon Amori (baixo) e Brett Mackowski (guitarra). John McEntee é o único integrante da formação original que permanece na banda até os dias de hoje.

## Integrantes

### Atuais
- John McEntee - guitarra (1989-presente) e vocal (2004-presente)
- Kyle Severn - bateria (1994-1998, 2000-2007, 2009-presente)
- Chuck Sherwood - baixo (2008-presente)
- Luke Shively - guitarra (2020-presente)

Ao vivo
- Sonny Lombardozzi – guitarra (2002–2004, 2014–presente)
- Jacob Shively - baixo (2015-presente)
- Luke Shively - baixo (2015-2020)